# Tipulidomima tessmanni
Tipulidomima tessmanni là một loài ruồi trong họ Tachinidae.